# Бенешова, Либуше
Либуше Бенешова (чеш. Libuše Benešová; род. 5 июля 1948 года, Бенешов, Чехословакия) — чешский государственный и политический деятель.
Первая женщина председатель Сената Чехии, в период с 16 декабря 1998 года до 23 ноября 2000 года. Была заместителем министра финансов в первом и втором правительстве Вацлава Клауса в период с 1995 по 1998 год.

## Биография
Либуше Бенешова изучала чешский язык и этнографию на философском факультете Карлова университета и до 1992 года работала в Институте чешской и мировой литературы Академии наук. В 1989 году она занялась политикой и вступила в Гражданский форум, а после его распада вступила в Гражданскую демократическую партию.
После завершения политической карьеры работала директором архивного отделения Канцелярии президента Чехии при президенте Вацлаве Клаусе и при Милоше Земане. В 2015 году вышла на пенсию. Была председателем правления Благотворительного фонда Вацлава Клауса.

### Политическая деятельность
На муниципальных выборах в 1990 году были избрана муниципальным депутатом населенного пункта Лешаны, а затем стала его старостой. В 1993 и ⁠1994 году она занимала должность главы районного управления Прага-Запад. В муниципальных выборах в 1994 году, участие уже не принимала.
В период с 1995 по 1998 год была заместителем министра финансов. На первых выборах в Сенат была избран сенатором от 41-го избирательного округа. И после выборов в Сенат в 1998 году, была избрана председателем Сената вместо Петра Питгарта. В 1997 году на партийном съезде ODS была избрана одним из заместителей председателя партии.
На выборах в Сенат в 2000 году Либуше Бенешова пыталась переизбраться, но во втором туре набрала 8 393 (25,49 %) голосов и была побеждена кандидатом Четырёхкоалиции (KDU-ČSL, US-DEU, ODA) Геленой Рогнеровой. После этого Петр Питгарт вновь был избран председателем Сената. За две недели до сенаторских и региональных выборов в 2004 году Бенешова привлекла к себе внимание, когда ушла с поста главы избирательной кампании и лидера главного партийного офиса.